# Мюллер, Кати
Кати Мюллер (род. 21 ноября 1962, Верхний Рейн, Франция) — французская автогонщица. Является старшей сестрой автогонщика Ивана Мюллера и матерью автогонщика Яна Эрлашера.

## Биография
Кати Мюллер — второй ребёнок в семье из трёх человек, младшим из которых является Иван Мюллер, многократный победитель Andros Trophy и Чемпионата мира среди легковых автомобилей.
В автоспорте Кати начала с картинга, где выиграла чемпионат Европы в сезоне 1978 года в Бисайме в категории 100 см³.
В сезоне 1981 года Мюллер вступила в гоночную школу Elf-Winfield на трассе Маньи-Кур, где выиграла турнир Volant Elf, что дало ей возможность участвовать в гонках целый сезон во французском чемпионате Формулы-Рено, который закончила на 8-м месте.
В сезоне 1983 года Кати участвовала в Чемпионате Европы Формулы-3, а также в Гран-при Макао, где финишировала на 11-м месте.
В сезоне 1986 года Мюллер дебютировала в Международной Формуле-3000, квалифицировавшись на четыре этапа. Кати вернулась в Международную Формулу-3000 в сезоне 1988 года, не сумев пройти квалификацию первой гонки сезона.
В 1991 году Мюллер выступила в гонке «24 часа Ле-Мана» вместе с гонщицами Дезире Уилсон и Лин Сент-Джеймс, где не финишировала.